# Пирог Юрій Миколайович
Юрій Миколайович Пирог (загинув 7 травня 2022) — штаб-сержант , фельдшер- рятівник, член екіпажу вертольота Мі-14ПС (пошуково- рятувальна служба) 10-ї окремої бригади морської авіації Військово- морських сил України, учасник російсько-української війни, що відзначився у ході звільнення острова Зміїний.

## Життєпис
У 2014 році був мобілізований до лав ЗСУ. Служив у морській авіації. Учасник АТО та ООС. Загинув у 2022 році під час боїв за острів Зміїний.

## Нагороди
- Відзнака Президента України «За участь в антитерористичній операції»
- орден «За мужність» III ступеня (2022)[2]